# James LaBrie's MullMuzzler 2
James LaBrie's MullMuzzler 2 è il secondo album in studio del cantante canadese James LaBrie, pubblicato l'11 settembre 2001 dalla Magna Carta Records.

## Tracce
Testi e musiche di James LaBrie e Matt Guillory, eccetto dove indicato.
1. Afterlife – 4:54 (James LaBrie, Trent Gardner)
2. Venice Burning – 6:26 (James LaBrie, Gary Wehrkamp, Carl Cadden-James)
3. Confronting the Devil – 6:20 (James LaBrie, Gary Wehrkamp, Carl Cadden-James)
4. Falling – 3:52
5. Stranger – 6:33
6. A Simple Man – 5:21
7. Save Me – 4:11
8. Believe – 5:01
9. Listening – 4:14
10. Tell Me – 5:14

## Formazione
Musicisti
- James LaBrie – voce
- Bryan Beller – basso
- Mike Mangini – batteria
- Mike Keneally – chitarra
- Mike Borkosky – chitarra aggiuntiva
- Matt Guillory – tastiera, pianoforte, campionatore
- Trent Gardner – tastiera aggiuntiva, voce narrante (finale traccia 1)

Produzione
- James LaBrie – produzione
- Tom Waltz – registrazione batteria
- T. J. Helmrich – registrazione basso e chitarra
- Johnny Freeman – registrazione tastiera e pianoforte
- Darryl Kingdon – registrazione voce e chitarra aggiuntiva
- Vic Florencia – missaggio
- Greg Beacock – assistenza al missaggio
- Jim Brick – mastering